# Sándor Újlaki
Sándor Újlaki – węgierski zapaśnik walczący w stylu klasycznym.
Brązowy medalista mistrzostw Europy w 1912 roku.